# Lista planetelor minore: 278001–279000
Aceasta este lista planetelor minore cu numerele 278001–279000.

## 278001–278100
| Denumire | Denumire provizorie | Data descoperirii | Locul descoperirii | Descoperitor(i)       |
| -------- | ------------------- | ----------------- | ------------------ | --------------------- |
| 278001 – | 2006 UT104          | 18 octombrie 2006 | Kitt Peak          | Spacewatch            |
| 278006 – | 2006 UE168          | 21 octombrie 2006 | Mount Lemmon       | Mount Lemmon Survey   |
| 278007 – | 2006 UC188          | 19 octombrie 2006 | Catalina           | CSS                   |
| 278010 – | 2006 UN202          | October22, 2006   | Palomar            | NEAT                  |
| 278030 – | 2006 WM4            | 19 noiembrie 2006 | Socorro            | LINEAR                |
| 278031 – | 2006 WH15           | 16 noiembrie 2006 | Lulin Observatory  | M.-T. Chang, Q.-z. Ye |
| 278092 – | 2007 BK20           | 23 ianuarie 2007  | Anderson Mesa      | LONEOS                |
| 278098 – | 2007 BO31           | 26 ianuarie 2007  | Calvin-Rehoboth    | L. A. Molnar          |

## 278101–278200
| Denumire         | Denumire provizorie | Data descoperirii | Locul descoperirii | Descoperitor(i)     |
| ---------------- | ------------------- | ----------------- | ------------------ | ------------------- |
| 278111 –         | 2007 BO100          | 19 ianuarie 2007  | Mauna Kea          | Mauna Kea           |
| 278134 –         | 2007 CJ51           | 11 februarie 2007 | Antares            | Antares Observatory |
| 278141 –         | 2007 CS61           | 15 februarie 2007 | Taunus             | S. Karge, E. Schwab |
| 278165 –         | 2007 DE41           | 20 februarie 2007 | Lulin Observatory  | LUSS                |
| 278197 Touvron   | 2007 EL12           | 9 martie 2007     | Nogales            | J.-C. Merlin        |
| 278198 –         | 2007 EO12           | 9 martie 2007     | Goodricke-Pigott   | R. A. Tucker        |
| 278200 Olegpopov | 2007 EV26           | 11 martie 2007    | Wildberg           | R. Apitzsch         |

## 278201–278300
| Denumire | Denumire provizorie | Data descoperirii | Locul descoperirii | Descoperitor(i) |
| -------- | ------------------- | ----------------- | ------------------ | --------------- |
| 278204 – | 2007 EH34           | 10 martie 2007    | Eskridge           | G. Hug          |
| 278211 – | 2007 EX38           | 11 martie 2007    | Vicques            | M. Ory          |
| 278225 – | 2007 EY87           | 12 martie 2007    | Saint-Sulpice      | B. Christophe   |
| 278275 – | 2007 GF2            | 10 aprilie 2007   | Altschwendt        | W. Ries         |

## 278301–278400
| Denumire          | Denumire provizorie | Data descoperirii | Locul descoperirii | Descoperitor(i)        |
| ----------------- | ------------------- | ----------------- | ------------------ | ---------------------- |
| 278309 –          | 2007 HP15           | 19 aprilie 2007   | Mayhill            | A. Lowe                |
| 278331 –          | 2007 HY68           | 23 aprilie 2007   | Siding Spring      | SSS                    |
| 278338 –          | 2007 HQ90           | 22 aprilie 2007   | Catalina Station   | Catalina Station       |
| 278345 –          | 2007 JA3            | 6 mai 2007        | Bergisch Gladbach  | W. Bickel              |
| 278360 –          | 2007 JU40           | 12 mai 2007       | Purple Mountain    | PMO NEO Survey Program |
| 278361            | 2007 JJ43           | 14 mai 2007       | Palomar            | Palomar                |
| 278362 –          | 2007 KZ1            | 18 mai 2007       | Tiki               | S. F. Hönig, N. Teamo  |
| 278363 –          | 2007 KE2            | 18 mai 2007       | Pla D'Arguines     | R. Ferrando            |
| 278384 Mudanjiang | 2007 MV20           | 24 iunie 2007     | Lulin Observatory  | H.-C. Lin, Q.-z. Ye    |
| 278386 –          | 2007 NK2            | 13 iulie 2007     | Andrushivka        | Andrushivka            |
| 278387 –          | 2007 OM             | 17 iulie 2007     | La Sagra           | OAM                    |
| 278388 –          | 2007 OV1            | 18 iulie 2007     | Reedy Creek        | J. Broughton           |
| 278392 –          | 2007 PN25           | 13 august 2007    | Bisei SG Center    | BATTeRS                |
| 278398 –          | 2007 QF5            | 26 august 2007    | Wildberg           | R. Apitzsch            |

## 278401–278500
| Denumire       | Denumire provizorie | Data descoperirii | Locul descoperirii   | Descoperitor(i) |
| -------------- | ------------------- | ----------------- | -------------------- | --------------- |
| 278405 –       | 2007 RA6            | 5 septembrie 2007 | Dauban               | Chante-Perdrix  |
| 278447 Saviano | 2007 TH             | 2 octombrie 2007  | Vallemare di Borbona | V. S. Casulli   |
| 278448 –       | 2007 TX2            | 3 octombrie 2007  | 7300 Observatory     | W. K. Y. Yeung  |

## 278501–278600
| Denumire       | Denumire provizorie | Data descoperirii | Locul descoperirii | Descoperitor(i)           |
| -------------- | ------------------- | ----------------- | ------------------ | ------------------------- |
| 278513 Schwope | 2008 CE120          | 14 februarie 2008 | Inastars           | B. Thinius                |
| 278531 –       | 2008 EJ32           | 8 martie 2008     | Grove Creek        | F. Tozzi                  |
| 278582 –       | 2008 JE15           | 5 mai 2008        | Jarnac             | Jarnac                    |
| 278588 –       | 2008 LY16           | 8 iunie 2008      | Cerro Burek        | Cerro Burek               |
| 278591 Salò    | 2008 NZ3            | 15 iulie 2008     | Magasa             | M. Tonincelli, A. Stucchi |
| 278595 –       | 2008 OB2            | 27 iulie 2008     | Skylive            | F. Tozzi                  |

## 278601–278700
| Denumire         | Denumire provizorie | Data descoperirii  | Locul descoperirii | Descoperitor(i)       |
| ---------------- | ------------------- | ------------------ | ------------------ | --------------------- |
| 278606 –         | 2008 PU9            | 7 august 2008      | Hibiscus           | S. F. Hönig, N. Teamo |
| 278609 Avrudenko | 2008 PP17           | 5 august 2008      | Andrushivka        | Andrushivka           |
| 278620 –         | 2008 QM20           | 31 august 2008     | Great Shefford     | P. Birtwhistle        |
| 278625 –         | 2008 QC40           | August27, 2008     | Pises              | Pises                 |
| 278626 –         | 2008 QK40           | 31 august 2008     | Moletai            | MAO                   |
| 278635 –         | 2008 RQ1            | 3 septembrie 2008  | Kachina            | J. Hobart             |
| 278690 –         | 2008 RZ118          | 12 septembrie 2008 | Piszkéstető        | K. Sárneczky          |

## 278701–278800
| Denumire | Denumire provizorie | Data descoperirii  | Locul descoperirii   | Descoperitor(i) |
| -------- | ------------------- | ------------------ | -------------------- | --------------- |
| 278734 – | 2008 SN82           | 23 septembrie 2008 | Wrightwood           | J. W. Young     |
| 278735 – | 2008 SG83           | 27 septembrie 2008 | Vallemare di Borbona | V. S. Casulli   |
| 278768 – | 2008 SY149          | 29 septembrie 2008 | Dauban               | F. Kugel        |
| 278795 – | 2008 SC210          | 28 septembrie 2008 | Junk Bond            | D. Healy        |

## 278801–278900
| Denumire | Denumire provizorie | Data descoperirii | Locul descoperirii | Descoperitor(i) |
| -------- | ------------------- | ----------------- | ------------------ | --------------- |
| 278847 – | 2008 TX1            | 3 octombrie 2008  | Cordell-Lorenz     | D. T. Durig     |

## 278901–279000
| Denumire          | Denumire provizorie | Data descoperirii | Locul descoperirii | Descoperitor(i)          |
| ----------------- | ------------------- | ----------------- | ------------------ | ------------------------ |
| 278927 –          | 2008 UJ3            | 21 octombrie 2008 | Needville          | J. Dellinger, M. Eastman |
| 278928 –          | 2008 UW4            | 25 octombrie 2008 | Sierra Stars       | F. Tozzi                 |
| 278986 Chenshuchu | 2008 UQ205          | 20 octombrie 2008 | Lulin Observatory  | X. Y. Hsiao, Q.-z. Ye    |